# Axel Duriez
Pour les articles homonymes, voir Duriez.
Axel Duriez, né le 30 mars 2005, est un tumbleur français.

## Carrière
Axel Duriez est vice-champion d'Europe junior 2021 de tumbling à Sotchi. 
En 2022, il est médaillé d'argent aux Jeux mondiaux à Birmingham puis médaillé de bronze aux Championnats du monde 2022 à Sofia.